# 空見町
空見町（そらみちょう）は、愛知県名古屋市港区の地名。丁番を持たない単独町名である。住居表示未実施。

## 地理
名古屋市港区南部に位置する。南は金城ふ頭一丁目・同三丁目、北は汐止町に接する。

## 歴史

### 町名の由来
当時は名古屋市の最南端に位置していたことから、雅名として命名された。空と海が見渡せる土地であることに由来するとみられる。

### 沿革
- 1940年（昭和15年）2月15日 - 名古屋港築港11号地として造成された公有水面埋立地において、港区空見町として成立[1]。
- 1964年（昭和39年）5月18日 - 埋立地を編入[1]。
- 1966年（昭和41年）7月1日 - 埋立地を編入[1]。
- 1968年（昭和43年）12月2日 - 埋立地を編入[1]。
- 1970年（昭和45年）2月16日 - 埋立地を編入[1]。
- 1972年（昭和47年）6月21日 - 埋立地を編入[1]。
- 1974年（昭和49年）12月10日 - 埋立地を編入[1]。
- 1977年（昭和52年）2月10日 - 埋立地を編入[1]。

## 学区
市立小・中学校に通う場合、学校等は以下の通りとなる。また、公立高等学校に通う場合の学区は以下の通りとなる。
| 番・番地等 | 小学校               | 中学校               | 高等学校 |
| ---------- | -------------------- | -------------------- | -------- |
| 全域       | 名古屋市立野跡小学校 | 名古屋市立港南中学校 | 尾張学区 |

## 交通
- 名古屋港
  - 鉄鋼ふ頭[3]
  - 名古屋フェリーふ頭[3]

## 施設
- 新日本製鐵名古屋製鉄所空見工場[2]
- 東邦ガス空見工場[2]

## その他

### 日本郵便
- 郵便番号 : 455-0847[WEB 2]（集配局：名古屋港郵便局[WEB 7]）。

### WEB
1. ↑  “愛知県名古屋市港区の町丁・字一覧”.   人口統計ラボ. 2017年4月8日閲覧。
2. 1 2  “郵便番号”.  日本郵便. 2019年3月17日閲覧。
3. ↑  “市外局番の一覧”.   総務省. 2019年1月6日閲覧。
4. ↑  名古屋市役所市民経済局地域振興部住民課町名表示係 (2015年10月21日). “港区の町名一覧”.   名古屋市. 2020年11月15日閲覧。
5. ↑  “市立小・中学校の通学区域一覧”.   名古屋市 (2018年11月10日). 2019年1月14日閲覧。
6. ↑  “平成29年度以降の愛知県公立高等学校（全日制課程）入学者選抜における通学区域並びに群及びグループ分け案について”.   愛知県教育委員会 (2015年2月16日). 2019年1月14日閲覧。
7. ↑  “郵便番号簿 2018年度版” (PDF).   日本郵便. 2019年4月14日閲覧。

### 文献
1. 1 2 3 4 5 6 7 8 9  名古屋市計画局 1992, p. 843.
2. 1 2 3 4  「角川日本地名大辞典」編纂委員会 1989, p. 1532.
3. 1 2 3 4  名古屋市計画局 1992, p. 527.